# Roman Motrovich
Roman Motrovich –en ucraniano, Роман Мотрович– (15 de julio de 1970) es un deportista ucraniano que compitió en lucha libre. Ganó una medalla de bronce en el Campeonato Europeo de Lucha de 1994, en la categoría de 68 kg.

## Palmarés internacional
| Campeonato Europeo | Campeonato Europeo | Campeonato Europeo | Campeonato Europeo |
| Año                | Lugar              | Medalla            | Categoría          |
| ------------------ | ------------------ | ------------------ | ------------------ |
| 1994               | Roma (Italia)      | Medalla de bronce  | 68 kg              |